# Óscar Bottinelli
Oscar Alberto Bottinelli Capuccio (Dolores, 7 de noviembre de 1944) es un politólogo y encuestador uruguayo.

## Biografía
Nacido en Dolores (Departamento de Soriano), Bottinelli fue cronista parlamentario del diario El País. Luego actuó en política, desempeñándose entre 1971 y 1987 como secretario político del líder frenteamplista Líber Seregni. Vivió en Argentina entre 1974 y 1982, exiliado de la dictadura uruguaya.
Es director de la empresa Factum desde abril de 1989, que realiza análisis político, de mercado y opinión pública. Inició sus actividades realizando una encuesta a boca de urna en ocasión del plebiscito por la Ley de Caducidad. 
Ha cobrado particular protagonismo en épocas de elecciones. Difundió numerosas encuestas en Canal 4 Monte Carlo TV y Radio Monte Carlo desde 1989 hasta 2016, en particular en años electorales. También es columnista en El Observador y la radio El Espectador.
Ejerce la docencia en la Facultad de Ciencias Sociales de la Universidad de la República, donde es profesor titular de sistemas electorales.
En abril de 2017, Bottinelli recibió la condecoración de Comendador de Orden de la Estrella de Italia. Tiene ciudadanía italiana.
Su padre Eduardo Bottinelli fue senador por el Partido Nacional. Su hijo, Eduardo Bottinelli, es sociólogo de profesión y también participa en Factum.